# Entakapon
Az entakapon egy új, a Parkinson-kór kezelésében a levodopa-terápia kiegészítésére szolgáló készítmény, a katechol-O-metiltranszferáz-inhibitor (COMT) csoportba tartozik. Reverzibilis, specifikus és főként perifériásan ható aktív COMT-gátló, amit a levodopa készítményekkel való együttes alkalmazásra fejlesztettek ki.

## Hatása
Az entakapon a COMT-enzim gátlása útján csökkenti a levodopa metabolikus lebomlását
3-O-metildopává. Ez a levodopa hosszabb ideig tartó terápiás plazmakoncentrációját eredményezi. Az agy számára hozzáférhető levodopa mennyisége megnő, ezáltal prolongálja az entakapon a levodopára adott klinikai választ.
Az entakapon leginkább a perifériás szövetekben gátolja a COMT-enzim működését. A vörösvértestben történő COMT-gátlás mértéke követi az entakapon plazmakoncentrációját, ami a gátlás reverzibilis természetét bizonyítja.

## Fordítás
- Ez a szócikk részben vagy egészben  az   Entacapone című angol Wikipédia-szócikk fordításán alapul.  Az eredeti cikk szerkesztőit annak laptörténete sorolja fel. Ez a jelzés csupán a megfogalmazás eredetét és a szerzői jogokat jelzi, nem szolgál a cikkben szereplő információk forrásmegjelöléseként.